# Болеро (жанр)
Болеро — це жанр пісні, який виник на сході Куби наприкінці 19 століття як частина традиції трова. Не пов'язане зі старішим однойменним іспанським танцем, болеро характеризується складними текстами, присвяченими любові. Її називають «квінтесенцією латиноамериканської романтичної пісні двадцятого століття».
На відміну від простішого, тематично різноманітного кансьйона, болеро не походить безпосередньо від європейської ліричної традиції, яка включала італійську оперу та канцони, популярні в містах, таких як Гавана того часу. Натомість він народився як форма романтичної народної поезії, яку культивували нова порода трубадурів із Сантьяго-де-Куба, тровадори. Пепе Санчес вважається батьком цього руху і автором першого болеро «Tristezas», написаного в 1883 році. Спочатку болеро співали окремі тровадори під гру на гітарі. З часом тровадори стали звичайними для гри в групах як дуо, тріо, куартето тощо. Завдяки Тріо Матаморос і, пізніше, Тріо Лос Панчос, болеро досягло широкої популярності в Латинській Америці, Сполучених Штатах та Іспанії. У той же час Гавана стала благодатним ґрунтом, де композитори болеро зустрічалися, щоб створювати композиції та імпровізувати нові мелодії; це був так званий філін рух, який отримав свою назву від англійського слова «почуття». Багато найстаріших творів цього жанру були написані тоді та популяризовані у виступах на радіо та в кабаре такими співаками, як Ольга Гійо та Олена Берк, за підтримки оркестрів і біг-бендів.
Болеро, як правило, звучать у такті 4/4, і в музичному плані композиції та аранжування можуть мати різні форми. Ця гнучкість дозволила болеро з'явитися в репертуарі кубинських ансамблів сон і румба, а також іспанських співаків копла та фламенко з початку 20 століття. Іноді болеро об'єднували з іншими формами, щоб створити нові піджанри, такі як болеро-сон, популярний у 1930-х і 1940-х роках, і болеро-ча, популярний у 1950-х роках. У Сполучених Штатах бальний танець румба виник як адаптація болеро-сон у 1930-х роках. Болеро також можна знайти в репертуарі африканської румби багатьох артистів від Кіншаси до Дакара, завдяки численним записам болеро, які були розповсюджені на радіостанціях у рамках серії GV.
Популярність цього жанру також відчувається у В'єтнамі, де він став модним пісенним стилем у Південному В'єтнамі до падіння Сайгону в 1975 році та залишається популярним серед в'єтнамців.

## Історія

### Витоки

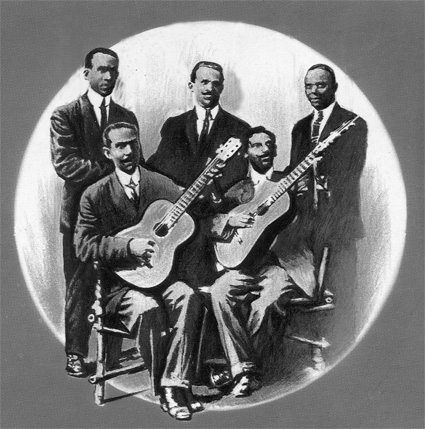
Пепе Санчес (гітара, ліворуч) і Еміліано Блез (tres) з трьома вокалістами (стоять)

На Кубі болеро було, мабуть, першим великим кубинським музично-вокальним синтезом, який здобув загальне визнання. У 2/4 рази ця танцювальна музика поширилася в інших країнах, залишивши позаду те, що Ед Моралес назвав «найпопулярнішою ліричною традицією в Латинській Америці».
Кубинська традиція болеро виникла в Сантьяго-де-Куба в останній чверті 19 століття; вона не зобов'язана своїм походженням однойменній іспанській музиці та пісні. У 19 столітті в Сантьяго-де-Куба виросла група мандрівних музикантів, які заробляли на життя співом і грою на гітарі.
Пепе Санчес відомий як батько стилю трова і творець кубинського болеро. Ненавчений, але з неабияким природним талантом, він складав числа в своїй голові і ніколи їх не записував. У результаті більшість цих номерів зараз втрачено, але близько двох десятків збереглися, тому що друзі та студенти записали їх. Він був зразком і вчителем для великих тровадорів, які послідували.

### Поширення в Латинській Америці

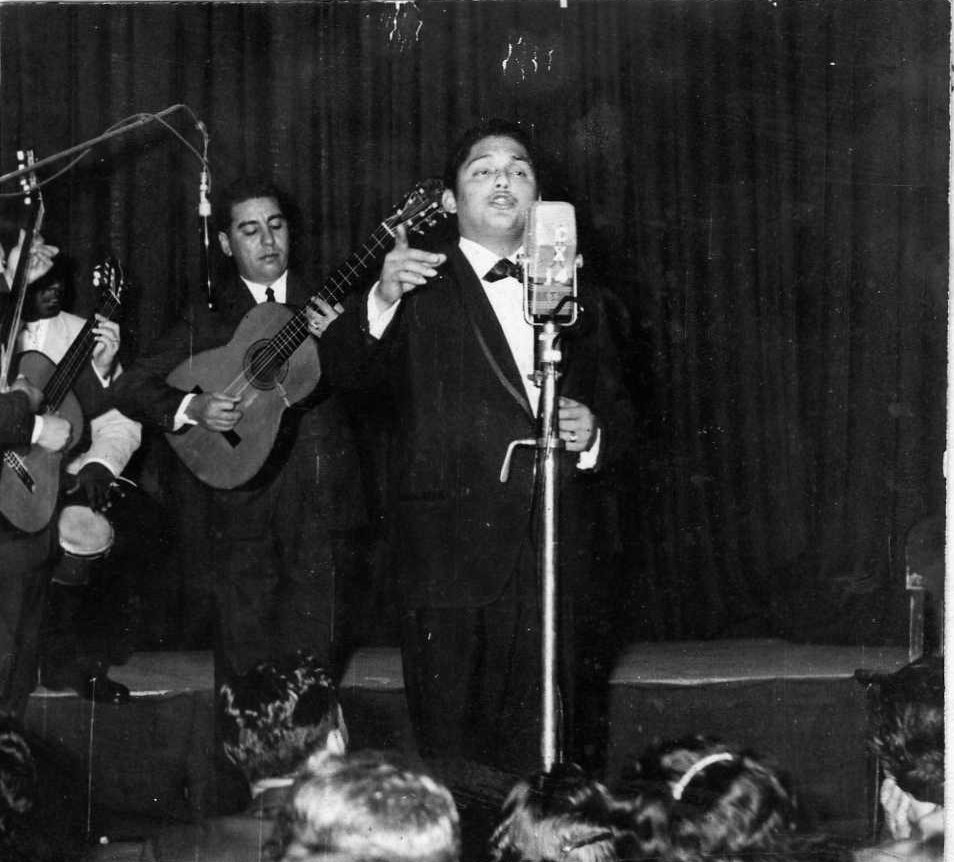
Хуліо Харамільо, плідний еквадорський співак болеро та музикант, який виступав по всій Латинській Америці.

Болеро вперше поширилося зі сходу Куби до Домініканської Республіки в 1895 році завдяки тровадору Сіндо Гараю, який раніше привіз на Кубу кріоллу «La Dorila», що дало початок тривалому обміну ліричними стилями між обома островами. На початку 20-го століття болеро досягло Пуерто-Рико та Мексики, де його популяризували перші радіостанції близько 1915 року. У Мексиці цей жанр став невід'ємним компонентом процвітаючого руху трова юкатека на Юкатані поряд з іншими кубинськими формами, такими як clave. Його провідним представником був Гуті Карденас.
До 1930-х років, коли Trío Matamoros прославили свою суміш болеро та сон кубано, відому як болеро-сон, цей жанр був основною частиною музичного репертуару більшості країн Латинської Америки. В Іспанії кубинське болеро було включено в репертуар копли з додаванням елементів андалузької музики, що дало початок так званому болеро моруно, яке стало відомим завдяки таким композиторам, як Кармело Ларреа та Кінтеро, Леон і Кірога.
Деякі з провідних композиторів болеро прийшли з сусідніх країн, як у випадку з плідним пуерто-риканським композитором Рафаелем Ернандесом і мексиканськими композиторами: Агустіном Ларою та Марією Гревер. Деякі кубинські композитори болеро в основному вважаються тровадорами. Кілька ліричних тенорів також зробили внесок у популяризацію болеро в Північній та Південній Америці протягом 1930-х і 1940-х років завдяки живим концертам і виступам на міжнародних радіомережах. До цієї групи входили мексиканські оперні тенори: Хуан Арвізу і Нестор Места Чайрес. Їхня співпраця в Нью-Йорку з такими музикантами, як Альфредо Антоніні, Теріг Туччі, Ельза Міранда та Джон Серрі-старший на радіошоу CBS Viva América, також представила болеро мільйонам слухачів у Сполучених Штатах. У 1940-х і 1950-х роках також заслуговують на увагу виступи Тріо Лос Панчос, у якому виступали музиканти з Мексики та Пуерто-Ріко, зокрема: Чучо Наварро, Альфредо Гіл та Ернандо Авілес. Популярність болеро відновилася в 1990-х роках, коли мексиканський співак Луїс Мігель відродив інтерес до жанру болеро після випуску Romance.

## Болеро ф'южн
Хосе Лойола коментує, що часте злиття болеро з іншими кубинськими ритмами є однією з причин, чому воно було таким плідним протягом такого тривалого періоду часу:
«La adaptación y fusión del bolero con otros géneros de la música popular bailable ha contribuido al desarrollo del mismo, y a su vigencia y contemporaneidad.»
(Адаптація та злиття болеро з іншими типами популярної танцювальної музики сприяло їхньому розвитку, а також його стійкості та позачасовості.)
Ця адаптивність була значною мірою досягнута за рахунок усунення обмежень у форматі чи інструментів, а також за рахунок збільшення синкопації (так створюючи більш афрокубанний звук). Зразки:
- Болеро в данзоні: поява лірики в данзоні для створення данзонете.
- Болеро-сон: давня улюблена танцювальна музика на Кубі, зафіксована за кордоном під неправильною назвою «румба».
- Болеро-мамбо, в якому до вишуканих біг-бендових аранжувань мамбо додалися повільні та красиві тексти.
- Болеро-ча, похідна музика 1950-х років із ритмом ча-ча-ча.
- Бачата, домініканська похідна, розроблена в 1960-х роках.

Тексти болеро можна знайти в усій популярній музиці, особливо в латинській танцювальній музиці.

## В'єтнам
Музика болеро також поширилася у В'єтнамі. У 1930-х роках нація полюбила сучасну музику, яка поєднувала західні елементи з традиційною музикою. В'єтнамське болеро, як правило, має більш повільний темп порівняно з латиноамериканським болеро та схоже за стилем на японську енку та корейську рись. Така музика була романтичною, поетичною мовою виражала поняття про почуття, любов і життя; цю схильність ненавидів В'єтмінь, який прагнув сформувати робітничий клас того часу.
Цей жанр став розмовно відомий як жовта музика, на противагу nhạc đỏ (червона музика), схвалений комуністичним урядом Ханоя під час війни у В'єтнамі . У результаті перемоги Північного В'єтнаму у війні музика була заборонена в 1975 році. Тих, кого спіймали за прослуховуванням жовтої музики, карали, а музику конфіскували. Після падіння Сайгону багато в'єтнамців переїхали до Сполучених Штатів, забравши з собою музику. Заборона була послаблена в 1986 році, коли знову можна було писати пісні про кохання, але на той час музична індустрія була вбита.
Уряд В’єтнаму також заборонив продаж за кордоном в’єтнамської музики, включаючи вар’єте, такі як «Азія» та «Нічний Париж». Проте в останні роки болеро знову стало популярним, оскільки у В’єтнамі виступало більше закордонних співаків. Крім того, набули популярності телевізійні серіали про співочі змагання, такі як Boléro Idol, співаки виконують пісні, в тому числі раніше заборонені..

## Бальний танець

### Міжнародний бальний зал
Варіант кубинського болеро танцюють у всьому світі латиноамериканського танцю (під наглядом Всесвітньої ради танцю) під неправильною назвою «румба», яка часто пишеться як «rhumba». Це сталося на початку 1930-х років, коли знадобився простий загальний термін, щоб рекламувати кубинську музику аудиторії, яка не була знайома з різними кубинськими музичними термінами. Відомий «Продавець арахісу», фактично сон-прегон, була так названа, і цей ярлик приклеївся до інших видів кубинської музики.
На Кубі болеро зазвичай пишуть цифрами рази, в інших місцях часто. Темп танцю близько 120 ударів на хвилину. Музика має ніжний кубинський ритм, пов'язаний із повільним соном, тому її найкраще можна описати як болеро-сон. Як і деякі інші кубинські танці, є три кроки до чотирьох тактів, причому перший крок фігури на другому такті, а не на першому. Повільний (над двома ударами чотири і один) виконується рухом стегна над ногою, що стоїть, без помаху ногою.

### Американський ритм
Танець, відомий як болеро, є одним із конкурсних танців у категорії бальних танців American Rhythm. Перший крок, як правило, виконується на першій долі, утримується під час другого такту, а ще два кроки припадають на третю та четверту долі (позначаються як «повільно-швидко-швидко»). У змагальному танці музика в рази і коливатиметься від 96 до 104 ударів на хвилину. Цей танець суттєво відрізняється від інших американських ритмічних танців тим, що він вимагає не лише кубинських рухів, але й підйомів і спадів, таких як у вальсі та протилежних рухах. Популярна музика для цього танцювального стилю не обов'язково має латинське походження. Доступні списки музичних творів, використаних у конкурсах для American Rhythm Bolero.